# (481031) 2004 YL23
(481031) 2004 YL23 es un asteroide troyano de Júpiter descubierto el 18 de diciembre de 2004 por el equipo del Mount Lemmon Survey desde el Observatorio del Monte Lemmon, Arizona (Estados Unidos).

## Designación y nombre
Designado provisionalmente como 2004 YL23.

## Características orbitales
2004 YL23 está situado a una distancia media de 5,240 ua, pudiendo alejarse un máximo de 5,322 ua y acercarse un máximo de 5,159 ua. Tiene una excentricidad de 0,0154 y la inclinación orbital 17,040. Emplea 4382,11 días en completar una órbita alrededor del Sol.

## Características físicas
La magnitud absoluta de 2004 YL23 es 13,8.